# Liste katholischer Männerorden
Diese Seite möchte einen Überblick zur Vielfalt der römisch-katholischen Ordensgemeinschaften geben. Sie zeigt erst einen Bruchteil, doch wird sie sich sicherlich nach und nach füllen. Manche Abkürzungen wurden zu verschiedenen Zeiten, oder werden heute von unterschiedlichen Orden benutzt, es ist also wichtig genauer hinzusehen. (Beispiele: OSA, heute Augustinerorden (früher OESA), früher manchmal von Augustiner-Chorherren benutzt; CR: Resurrektionisten oder Theatiner).

## A
| weltlicher Name                                          | lateinischer Name                                                                                       | Ordenskürzel        | Bemerkungen                                                             |
| -------------------------------------------------------- | --- | ------------------- | ----------------------------------------------------------------------- |
| Adorno-Fathers                                           | Clerici Regulares Minores; auch Caraccioliner                                                           | CRM                 |                                                                         |
| Afrika-Missionare von Verona                             | Congregatio Filiorum S. Cordis Jesu                                                                     | MCCJ                | Ehemalige italienische Sektion der Comboni-Missionare                   |
| Alexianer                                                | Congregatio Fratrum Alexianorum                                                                         | CFA                 |                                                                         |
| Ambrosianer                                              | Congregatio Oblatorium Sanctorum Ambrosii et Caroli                                                     | OSC                 |                                                                         |
| Amigonianer                                              | Fratres Tertii Ordinis Sancti Francisci Capolarum a Beata Virgini Perdolente                            | TC                  | auch: Kapuziner-Terziaren Unserer Frau der Schmerzen                    |
| Antoniter                                                | Canonici Regulares Sancti Antonii                                                                       | CRSAnt              | auch: Antoniter-Orden                                                   |
| Armen-Brüder vom hl. Franziskus Seraphicus               | Congregatio Fratrum Pauperum Sancti Francisci                                                           | CFP                 |                                                                         |
| Arnsteiner Patres                                        | Congregatio Sacrorum Cordium Jesu et Mariae necnon adorationis perpetuae Sanctissimi Sacramenti Altaris | SSCC                |                                                                         |
| Assumptionisten                                          | Congregatio Augustinianorum ab Assumptione                                                              | AA                  |                                                                         |
| Augustiner                                               | Ordo Sancti Augustini                                                                                   | OSA                 | vor 1963 Augustiner-Eremiten (s. u.)                                    |
| Augustiner-Chorherren                                    | Canonici Regulares Sancti Augustini                                                                     | CRSA, CanReg (in Ö) |                                                                         |
| Augustiner-Chorherren vom Grossen St. Bernhard           | Canonici Regulares Congregationis Sancti Bernadi                                                        | CRB                 |                                                                         |
| Augustiner-Chorherren von der Unbefleckten Empfängnis    | Congregatio Canonikorum Regularium Immaculatae Conceptionis                                             | CRIC                |                                                                         |
| Augustiner-Chorherren von Maria, der Mutter des Erlösers | Congregatio Canonicorum Regularium Mariæ Matris Redemptoris                                             | CRMR                | frz.: Chanoines Réguliers ou Petits-Frères de Marie, Mère du Rédempteur |
| Augustiner-Chorherren vom Lateran                        | Congregatio Canonicorum Regularium Ss. Salvatoris Lateranensis                                          | CRL                 |                                                                         |
| Augustiner-Discalceaten                                  | Ordo Augustiniensium Discalceatorum                                                                     | OAD                 |                                                                         |
| Augustiner-Eremiten                                      | Ordo Eremitarum Sancti Augustini                                                                        | OESA                | seit 1963 Augustinerorden (s. o.)                                       |
| Augustiner-Rekollekten                                   | Ordo Augustinianorum Recollectorum                                                                      | OAR                 |                                                                         |

## B
| weltlicher Name                                      | lateinischer Name                                                   | Ordenskürzel | Bemerkungen                                   |
| ---------------------------------------------------- | ------------------------------------------------------------------- | ------------ | --------------------------------------------- |
| Barmherzige Brüder vom hl. Johannes von Gott         | Ordo Hospitalarius Sancti Ioannis de Deo                            | OH           |                                               |
| Barmherzige Brüder von Maria Hilf                    | Fratres Misericordiae Mariae Auxiliatricis                          | FMMA         |                                               |
| Barmherzige Brüder von Montabaur                     |                                                                     | FMM          |                                               |
| Barnabiten                                           | Clerici Regulares Sancti Pauli                                      | CRSP         |                                               |
| Bartholomiten                                        |                                                                     |              | Eine ehemalige religiöse Gemeinschaft         |
| Basilianer von Aleppo                                | Ordo Basilianus Aleppensis Melkitarum                               | BA           | auch: Aleppinische Basilianer                 |
| Basilianer vom Heiligsten Erlöser                    | Ordo Basilianus Sanctissimi Salvatoris Melkitarum                   | BS           | Melkitische Basilianer vom Heiligsten Erlöser |
| Basilianer vom hl. Johannes dem Täufer               | Choueriten                                                          | BC           |                                               |
| Basilianer des hl. Josaphat                          | Ordo Basilianus Sancti Josaphat (auch: Ordo Sancti Basilii Magni)   | OSBM         |                                               |
| Benediktiner                                         | Ordo Sancti Benedicti                                               | OSB          |                                               |
| Bethlehem Mission Immensee                           | Societas Missionum Exterarum de Betlehem in Helvetia                | SMB          |                                               |
| Broeders Hiëronymieten                               | Congregatio Sancti Hieronymi Aemiliani                              | CSHE         |                                               |
| Broeders van Liefde                                  | Fratres Caritate                                                    | FC           |                                               |
| Broeders van Maastricht                              | Congregatio Fratrum Immaculatae Conceptionis Beatae Mariae Virginis | FIC          |                                               |
| Barmherzige Brüder von Mecheln                       | Institutum Fratrum Beatae Mariae Virginis a Misericordia            | FDM          | auch: Broeders van Scheppers                  |
| Brothers of Charity                                  |                                                                     |              | Irischer Zweig der Broeders van Liefde        |
| Brothers of St. Joseph the Worker                    |                                                                     | BSJW         | Brüder vom hl. Joseph dem Arbeiter            |
| Brüder der Heiligen Familie von Belley               | Institutum Fratrum a Sancte Falilia de Bellicio                     | FSF          | Brothers of the Holy Family                   |
| Brüder vom Heiligsten Herzen Jesu                    | Fratres a Sacratissimo Corde Jesu                                   | SC           |                                               |
| Brüder der christlichen Lehre                        | Fratres Doctrinae Christianae                                       | FDC          |                                               |
| Brüder der christlichen Schulen                      | Institutum Fratrum Scholarum Christianarum; auch Christian Brothers | FSC          |                                               |
| Brüder Unserer Lieben Frau von Lourdes               | Fratres Nostrae Dominae Lurdensis                                   | FNDL         | Brüdergemeinschaft                            |
| Brüder Unserer Lieben Frau von Sion                  |                                                                     |              |                                               |
| Brüdergemeinschaft Unserer Lieben Frau von den Armen |                                                                     |              |                                               |
| Brüder vom hl. Joseph Benedikt Cottolengo            | Congregatio Fratrum in Sancto Josepho Benedicto Cottolengo          | FSGC         | auch als Cottolenginer bekannt                |
| Brüder vom Orden des Heiligen Geistes                |                                                                     |              |                                               |

## C
| weltlicher Name                       | lateinischer Name                                                       | Ordenskürzel | Bemerkungen                                                                        |  |
| ------------------------------------- | ----------------------------------------------------------------------- | ------------ | ---------------------------------------------------------------------------------- |  |
| Canisianer                            |                                                                         |              | Brüdergemeinschaft der Canisianer                                                  |  |
| Canons Regular of Jesus the Lord      |                                                                         |              |                                                                                    |  |
| Canons Regular of the New Jerusalem   |                                                                         | CRNJ         |                                                                                    |  |
| Canons Regular of Saint John Cantius  |                                                                         |              |                                                                                    |  |
| Canossianer                           | Congregatio Filiorum a caritate vulgo Canossiani                        | FCC          |                                                                                    |  |
| Carmelites of Mary Immaculate         | Congregatio Fratrum Carmelitarum B. V. Mariae Immaculatae               | CMI          |                                                                                    |  |
| Caraccioliner                         | Clerici Regulares Minores                                               | CRM          | auch Adorno-Fathers oder Mindere Regularkleriker                                   |  |
| Brüder der christlichen Schulen       | Fratres Scholarum Christianarum                                         |              | nach St. Jean-Baptiste de la Salle; auch Christian Brothers (De la Salle Brothers) |  |
| Christian Brothers                    | Congregatio Fratrum Christianorum                                       | CFC          | nach Edmund Ignatius Rice auch Presentation Brother                                |  |
| Claretiner                            | Cordis Mariae Filii - Congregatio Missionariorum Filiorum Cordis Mariae | CMF          |                                                                                    |  |
| Clemens-Priester                      |                                                                         |              |                                                                                    |  |
| Cölestiner                            | Ordo Sancti Benedicti Coelestinensis                                    | OSBCoel      | Arme Einsiedler-Cölestiner                                                         |  |
| Companions of the Cross               |                                                                         | CC           |                                                                                    |  |
| Crosier Fathers                       |                                                                         |              |                                                                                    |  |
| Comboni-Missionare                    | Missionarii Comboniani Cordis Jesu                                      | MCCJ         |                                                                                    |  |
| Congrégation du Sacré-Cœur            | Congregatio Sacratissimi Cordis Iesu                                    | SCJ          | auch: Pères de Timon-David                                                         |  |
| Congregazione dei Missionari Libanesi | Congregazione dei Missionari Libanesi                                   | CML          | Maronitische Kirche                                                                |  |
| Congregation of St. Therese           |                                                                         | CST-Brüder   |                                                                                    |  |
| Consolata-Missionare                  | Institutum Missionum a Consolata                                        | IMC          | Turiner Missionare                                                                 |  |

## D
| weltlicher Name                 | lateinischer Name                                                                             | Ordenskürzel | Bemerkungen                                |
| ------------------------------- | --------------------------------------------------------------------------------------------- | ------------ | ------------------------------------------ |
| Deutscher Orden                 | Ordo fratrum domus hospitalis Sanctae Mariae Teutonicorum Ierosolimitanorum (Ordo Teutonicus) | OT           |                                            |
| Diener Jesu und Mariens         | Servi Jesu et Mariae                                                                          | SJM          |                                            |
| Disciples of the Divine Saviour |                                                                                               | DDS          |                                            |
| Dobrinerritter                  | Fratres militiae Christi in Prussia                                                           | -            | Ritterorden der im Deutschen Orden aufging |
| Doktrinarier                    | Congregatio Patrum Doctrinae Christianae                                                      | DC           | auch: Priester der christlichen Lehre      |
| Dominikaner                     | ordo fratrum praedicatorum                                                                    | OP           | nach St. Dominikus                         |

## E
| weltlicher Name | lateinischer Name               | Ordenskürzel | Bemerkungen                                |
| --------------- | ------------------------------- | ------------ | ------------------------------------------ |
| Eucharistiner   | Societas Sanctissimi Sacramenti | SSS          | Kongregation vom Allerheiligsten Sakrament |

## F
| weltlicher Name                                                         | lateinischer Name                                                | Ordenskürzel | Bemerkungen                    |
| ----------------------------------------------------------------------- | ---------------------------------------------------------------- | ------------ | ------------------------------ |
| Franciscan Brothers                                                     |                                                                  |              | 4 verschiedene Kongregationen: |
| Franciscan Brothers of Brooklyn                                         |                                                                  |              |                                |
| Franciscan Brothers of Peace                                            |                                                                  |              |                                |
| Franciscan Brothers of the Eucharist                                    |                                                                  |              |                                |
| Franciscan Brothers of the Sacred Heart                                 |                                                                  |              |                                |
| Franciscan Friars of the Immaculate                                     |                                                                  |              |                                |
| Franziskaner                                                            | ordo fratrum minorum                                             | OFM          | nach St. Franziskus von Assisi |
| Franziskaner der Erneuerung                                             |                                                                  | CFR          |                                |
| Franziskanerbrüder vom Hl. Kreuz                                        | Fratres Franciscani a Sancta Cruce                               | FFSC         |                                |
| Fraternité de Jérusalem                                                 |                                                                  | OSB          |                                |
| Franziskanische Gemeinschaft von Betanien                               |                                                                  |              |                                |
| Fraternité Saint-Vincent-Ferrier                                        | Fraternitas Sancti Vincenti Ferreri                              | FSVF         |                                |
| Fraters der Congregatie van Onze Lieve Vrouw, Moeder van Barmhartigheid | Congregatio Fratrum Beatae Mariae Virginis, Matris Misericordiae | CMM          | auch: Fraters van Tilburg      |
| Fraters van Utrecht                                                     |                                                                  |              |                                |
| Frères auxiliaires                                                      |                                                                  |              |                                |
| Frères de la Sainte-Famille                                             |                                                                  |              |                                |
| Frères de Saint-Gabriel                                                 |                                                                  |              |                                |
| Frères du Sacré-Cœur                                                    | Fratres a Sacratissimo Corde Jesu                                | SC           |                                |

## G
| weltlicher Name                     | lateinischer Name                | Ordenskürzel | Bemerkungen                                                 |
| ----------------------------------- | -------------------------------- | ------------ | ----------------------------------------------------------- |
| Gemeinschaft vom heiligen Johannes  |                                  |              | auch: Johannesgemeinschaft (Kongregation diözesanen Rechts) |
| Gesellschaft der Afrikamissionen    | Societas Missionum ad Afros      | SMA          | auch: Society of African Missions                           |
| Gesellschaft des Göttlichen Wortes  | Societas Verbi Divini            | SVD          | auch: Steyler Missionare                                    |
| Gesellschaft vom hl. Apostel Paulus | Societas a Sancto Paulo Apostolo |              | auch: St. Paulus Gesellschaft                               |
| Glenmary Home Missionars            |                                  |              |                                                             |

## H
| weltlicher Name                 | lateinischer Name                         | Ordenskürzel | Bemerkungen                             |
| ------------------------------- | ----------------------------------------- | ------------ | --------------------------------------- |
| Herz-Jesu-Missionare            | Missionarii Sacri Cordis Jesu             | MSC          | französisch: Missionaries de Sacré Cœur |
| Herz-Jesu-Priester              | Congregatio Sacerdotum a Sacro Corde Jesu | SCJ          | auch: Dehonianer                        |
| Hieronymiten                    | Ordo Sancti Hieronymi                     | OSH          | nicht mit den Jesuaten identisch        |
| Kongregation vom Heiligen Kreuz | Congregatio a S. Cruce                    | CSC          | auch: Holy Cross Fathers                |

## I
| weltlicher Name                                                     | lateinischer Name                                                      | Ordenskürzel | Bemerkungen                             |
| ------------------------------------------------------------------- | ---------------------------------------------------------------------- | ------------ | --------------------------------------- |
| Indian Missionary Society                                           |                                                                        | IMS          |                                         |
| Institut Christus König und Hohepriester                            | Institutum Christi Regis Summi Sacerdotis                              | ICR          |                                         |
| Institut des fleischgewordenen Wortes                               |                                                                        | IVE          | spanisch: Instituto del Verbo Encarnado |
| Instituto Español de San Francisco Javier para Misiones Extranjeras | Institutum Hispanicum Sancti Francisci Xaverii pro Missionibus Exteris | IEME         |                                         |

## J
| weltlicher Name                        | lateinischer Name               | Ordenskürzel | Bemerkungen                   |
| -------------------------------------- | ------------------------------- | ------------ | ----------------------------- |
| Jesuaten                               | Clerici apostolici S. Hieronymi | CASH         | Jesuaten des Hl. Hieronymus   |
| Jesuiten                               | Societas Jesu                   | SJ           |                               |
| Missionare vom Hl. Johannes dem Täufer | Missionarii Sancti Ioannis      | MSJ          | Kurzform: Johannes-Missionare |
| Josephiner vom hl. Leonardo Murialdo   | Cogregatio Sancti Josephi       | CSJ          |                               |
| Josephiten von Geraadsbergen           | Congregatio Josephitarium       | CJ           |                               |

## K
| weltlicher Name                                | lateinischer Name                                    | Ordenskürzel | Bemerkungen                                                                   |
| ---------------------------------------------- | ---------------------------------------------------- | ------------ | ----------------------------------------------------------------------------- |
| Kalasantiner                                   | Congregatio pro operariis a S. Josepho Calasanctio   | COp          | eigentlich: Kongregation für die christlichen Arbeiter vom hl. Josef Calasanz |
| Kalvaristen                                    | Priester vom Kalvarienberg                           |              |                                                                               |
| Kamaldulenser                                  | Congregatio Camaldulensis Ordinis Sancti Benedicti   | OSBCam       |                                                                               |
| Kamaldulenser                                  | Congregatio Eremitarum Camaldulensium Montis Coronae | ECMC         |                                                                               |
| Kamillianer                                    | Ordo Clericorum Regularium Ministrantium Infirmis    | MI           |                                                                               |
| Kapuziner                                      | ordo fratrum minorum capucinorum                     | OFMCap       |                                                                               |
| Karmeliten                                     | Ordo Carmelitarum                                    | OCarm        |                                                                               |
| Karmeliten, Unbeschuhte                        | Ordo Carmelitarum Discalceatorum                     | OCD          |                                                                               |
| Kartäuser                                      | ordo cartusiensis                                    | OCart        |                                                                               |
| Kleine Brüder Jesu                             | Institutum parvulorum fratrum Jesu                   | PFJ          |                                                                               |
| Kleine Brüder vom Evangelium                   |                                                      |              |                                                                               |
| Kongregation der Basiliuspriester              | Congregatio Sancti Basilii                           | CSB          | auch: Priester des hl. Basilius oder Basilius-Väter                           |
| Kongregation der priesterlichen Brüderlichkeit | Congregatio a Fraternitate Sacerdotali               | CFS          |                                                                               |
| Kongregation der Heiligen Familie von Bergamo  | Congregazione della Sacra Famiglia di Bergamo        | CSF          | Kongregation von Priestern und Ordensschwestern                               |
| Kongregation der Heiligen Familie von Nazareth | Congregatio Sacrae Familiae a Nazareth               | FN           |                                                                               |
| Kongregation von Jesus und Maria               | Congregatio Jesu et Mariae                           | CJM          |                                                                               |
| Kleine Brüder vom Lamm                         |                                                      | OP           |                                                                               |
| Kongregation vom Heiligen Erzengel Michael     |                                                      |              | auch: Michaeliten                                                             |
| Kongregation vom Heiligen Kreuz                | Congregatio a Sancta Cruce                           | CSC          | (Priestergemeinschaft)                                                        |
| Kongregation vom Unbefleckten Herzen Mariens   | Congregatio Immaculati Cordis Mariae                 | CICM         |                                                                               |
| Konvent des Malteser-Ordens in Prag            | Ordo Melitensis                                      | OMel         | Prager Malteserritter, Hospitalbrüderschaft des Hl. Johannes zu Jerusalem     |
| Kreuzherren                                    | Ordo Sanctae Crucis                                  | OSC          | siehe: Orden vom Heiligen Kreuz                                               |

## L
| weltlicher Name                      | lateinischer Name                      | Ordenskürzel | Bemerkungen       |
| ------------------------------------ | -------------------------------------- | ------------ | ----------------- |
| Lazaristen                           | congregatio missionis                  | CM           | auch: Vinzentiner |
| Lebanese Maronite Missionaries       |                                        |              |                   |
| Legionäre Christi                    | Congregatio Legionariorum Christi      | LC           |                   |
| Little Brothers of Gospel            |                                        | LBG          |                   |
| Little Brothers of the Good Shepherd |                                        | BGS          |                   |
| Lyoner Seminar                       | Societé des Missions Africains de Lyon |              |                   |
| Little Flower Congregation           |                                        | CST          |                   |

## M
| weltlicher Name                                                                             | lateinischer Name                                                                                 | Ordenskürzel   | Bemerkungen                                                                       |  |
| ------------------------------------------------------------------------------------------- | ------------------------------------------------------------------------------------------------- | -------------- | --------------------------------------------------------------------------------- |  |
| Mailänder Seminar für auswärtige Missionen                                                  | Pontificium Institutum pro missionibus ad exteros                                                 |                |                                                                                   |  |
| Malabar Missionary Brothers                                                                 |                                                                                                   | MMB            |                                                                                   |  |
| Mariamitischer Maroniten-Orden der seligen Jungfrau Maria                                   | Ordo Maronita Beatae Mariae Virginis                                                              | OMM            | Mariamitischer Maroniten-Orden der seligen Jungfrau Maria                         |  |
| Marianer                                                                                    | Congregatio Clericorum Marianorum sub titolo Immaculatae Conceptionis Beatissimae Virginia Mariae | MIC            | Regularkleriker von der Unbefleckten Empfängnis der Allerseligsten Jungfrau Maria |  |
| Marianisten                                                                                 | Societas Mariae                                                                                   | SM             |                                                                                   |  |
| Mariannhiller Missionare                                                                    | Congregatio Missionariorum de Mariannhill                                                         | CMM            |                                                                                   |  |
| Maristenpatres                                                                              | Societas Mariae                                                                                   | SM             |                                                                                   |  |
| Maristen-Schulbrüder                                                                        | Fratres Maristae Scholarum                                                                        | FMS            |                                                                                   |  |
| Maryknoll-Missionsorden                                                                     | Societas de Maryknoll pro missionibus exteris                                                     | MM             | Catholic Foreign Mission Society of America                                       |  |
| Mercedarier                                                                                 | Ordo Beatae Mariae Virginis de Mercede redemptionis captivorum                                    | OdeM           |                                                                                   |  |
| Mechitaristen von Venedig und Wien                                                          | Ordro Mechitaristarium Venetiarum; Congregatio Mechitarista Vindobonensis                         | OMech und CMV  | Missionsorden                                                                     |  |
| Miles Christi                                                                               |                                                                                                   |                |                                                                                   |  |
| Minimiten                                                                                   | Ordo Minimorum                                                                                    | OM oder OMinim | auch: Paulaner                                                                    |  |
| Minoriten (Conventualen)                                                                    | Ordo Fratrum Minorum Conventualium                                                                | OFMConv        | Franziskaner-Konventualen                                                         |  |
| Missionarische Diener der Heiligsten Dreifaltigkeit                                         | MSSST bzw. ST                                                                                     |                |                                                                                   |  |
| Missionary Congregation of the Blessed Sacrament                                            |                                                                                                   |                |                                                                                   |  |
| Misioneros Javerianos de Yarumal                                                            | Institutum Yarumalense pro Missionibus ad Exteras Gentes                                          | MXY            |                                                                                   |  |
| Missionare der Nächstenliebe                                                                |                                                                                                   | MC             | auch: Missionaries of Charity                                                     |  |
| Missionare Unserer lieben Frau von La Salette                                               |                                                                                                   | MS             |                                                                                   |  |
| Missionare vom Heiligsten Herzen                                                            |                                                                                                   | MSC            |                                                                                   |  |
| Missionare vom Hl. Johannes dem Täufer                                                      |                                                                                                   | MSJ            | vergl. Johannes-Missionare                                                        |  |
| Missionare vom Kostbaren Blut                                                               | Congregatio Pretiosissimi Sanguinis                                                               | CPPS           |                                                                                   |  |
| Missionare vom Königtum Christi                                                             | Säkularinstitut                                                                                   |                |                                                                                   |  |
| Missionare von der Heiligen Familie                                                         | Missionarii a Sacra Familia                                                                       | MSF            |                                                                                   |  |
| Missionaries of God’s Love                                                                  |                                                                                                   | MGS            |                                                                                   |  |
| Missionary Society of St. Columban                                                          | Societas S. Columbani pro missionibus ad Exteros                                                  | SSCME          |                                                                                   |  |
| Missionsbrüder des Hl. Franziskus                                                           | Congregatio Missionariorum Sancti Francisci Assisiensis                                           | CMSF           |                                                                                   |  |
| Missionsgesellschaft vom hl. Joseph von Mill Hill                                           | Societas Missionarium Sancti Joseph de Mill Hill                                                  | MHM            | Kurzform: Mill Hill Missionare                                                    |  |
| Missionspriester der Frache-Comté                                                           |                                                                                                   |                |                                                                                   |  |
| Missionspriester U. L. Frau von Sainte-Garde                                                |                                                                                                   |                |                                                                                   |  |
| Missionhurst Missionaries                                                                   | Congregatio Immaculati Cordis Mariae                                                              | CICM           |                                                                                   |  |
| Missionsgesellschaft von Boa Nova                                                           | Missionários dà „Boa Nova“                                                                        | SMP            |                                                                                   |  |
| Monks of Adoration                                                                          |                                                                                                   |                |                                                                                   |  |
| Montfortaner                                                                                | Societas Mariae Monfortana                                                                        | SMM            |                                                                                   |  |
| Monastische Familie von Betlehem, der Aufnahme Mariens in den Himmel und des heiligen Bruno |                                                                                                   |                | Brüder von Bethlehem                                                              |  |
| Montfort Brothers of St. Gabriel                                                            |                                                                                                   | SG             |                                                                                   |  |

## N
| weltlicher Name                     | lateinischer Name                             | Ordenskürzel | Bemerkungen                                               |
| ----------------------------------- | --------------------------------------------- | ------------ | --------------------------------------------------------- |
| Misioneros de la Natividad de María | Congregatio Missionariorum Nativitatis Mariae | MNM          | Missionare der Geburt von Maria                           |
| Notre-Dame de Vie                   |                                               |              | Säkularinstitut Notre Dame de Vie (Unsere Frau vom Leben) |

## O
| weltlicher Name                             | lateinischer Name                                  | Ordenskürzel | Bemerkungen                |
| ------------------------------------------- | -------------------------------------------------- | ------------ | -------------------------- |
| Oasis de Jesus Sacerdote                    |                                                    |              |                            |
| Oblaten des hl. Franz von Sales             | Oblati Sancti Francisci Salesii                    | OSFS         | auch: Sales-Oblaten        |
| Oblaten des Karl und des heiligen Ambrosius | Congregatio Oblatorum Sanctorum Ambrosii et Caroli | OSC/OSSCA    |                            |
| Oblaten Missionare                          | Congregatio Oblatorum Beatae Mariae Virginis       | OMV          |                            |
| Oblaten Missionare (Hünfelder Oblaten)      | Oblati Mariae Immaculatae                          | OMI          | auch („Hünfelder-“)Oblaten |
| Oratorianer                                 | Institutum Oratorii Sancti Philippi Nerii          | CO           |                            |
| Orden vom Heiligen Kreuz                    | Ordo Sanctae Crucis                                | OSC          | auch: Kreuzherren          |
| Order of the limitation of Christ           |                                                    |              |                            |
| Orden vom hl. Benedikt                      | Ordo Sancti Benedicti                              | OSB          | Benediktiner               |

## P
| weltlicher Name                                    | lateinischer Name                                              | Ordenskürzel  | Bemerkungen                                           |  |
| -------------------------------------------------- | -------------------------------------------------------------- | ------------- | ----------------------------------------------------- |  |
| Pallottiner                                        | Societas Apostolatus Catholici                                 | SAC           | von 1854 bis 1947 Fromme Missionsgesellschaft (PSM)   |  |
| Päpstliches Institut für die auswärtigen Missionen | Pontificium Institutum pro Missionibus Exteris                 | PIME          |                                                       |  |
| Pariser Mission                                    | Societas Parisiensis missionum ad exteras gentes               | MEP           | Société des Missions Etrangères                       |  |
| Passionisten                                       | Congregatio Passionis Jesu Christi                             | CP            |                                                       |  |
| Patrician Brothers                                 |                                                                |               |                                                       |  |
| Paulaner                                           | siehe Minimiten                                                | OM            |                                                       |  |
| Pauliner                                           | Ordo Sancti Pauli Primae Eremitae                              | OSPPE         |                                                       |  |
| Paulisten                                          | Congregatio Sancti Pauli                                       | CSP           | Missionspriester vom hl. Paulus                       |  |
| Paulusbrüder                                       | Congregatio Fratrum Sancti Pauli                               | CFP           | Kongregation der Brüder vom hl. Paulus                |  |
| Pavonianer                                         | Congregatio Filiorum Immaculatae Mariae                        | CFMI          | Kongregation der Unbefleckten Empfängnis Mariens      |  |
| St. Paulus Gesellschaft                            | Societas a Sancto Paulo Apostolo                               | SSP           | auch: Gesellschaft vom hl. Apostel Paulus             |  |
| Pfarrei-Mitarbeiter von Christkönig                | Congregatio Cooperatorum Paroesialium Christi Regis            | CPCR          |                                                       |  |
| Piaristen                                          | Ordo Clericorum Regulares Pauperum Matris Dei Scholarum Piarum | SP            |                                                       |  |
| Picpus-Missionare                                  | Congregatio Sacrorum Cordium Jesu et Mariae                    | SSCC          |                                                       |  |
| Prämonstratenser                                   | Candidus et Canonicus Ordo Praemonstratensis                   | OPraem        | Orden der Regularkanoniker von Prémontré, Norbertiner |  |
| Presentation Brothers                              | Congregatio Fratrum Christianorum                              | CFC           | Gründer Edmund Ignatius Rice auch: Christian Brothers |  |
| Priesterbruderschaft St. Petrus                    | Fraternitas Sacerdotalis Sancti Petri                          | FSSP          |                                                       |  |
| Priesterbruderschaft St. Pius X.                   | Fraternitas Sacerdotalis Sancti Pii X. (Decimi)                | FSSPX         | kirchenrechtlich noch nicht reguliert                 |  |
| Priestergemeinschaft Sankt Martin                  | Communitas Sancti Martini                                      | CSM           | Communauté Saint-Martin, Institut päpstlichen Rechts  |  |
| Priester der Barmherzigkeit                        | Congregatio Presbyterorum a Misericordia                       | CPM           | auch: Fathers of Mercy                                |  |
| Priester des Heiligsten Herzens Jesu               | Societas Presbyterorum Sanctissimi Cordis Iesu de Bétharram    | SCI. di Béth. |                                                       |  |

## R
| weltlicher Name                     | lateinischer Name                                      | Ordenskürzel | Bemerkungen |
| ----------------------------------- | ------------------------------------------------------ | ------------ | ----------- |
| Redemptoristen                      | Congregatio Sanctissimi Redemptoris                    | CSsR         |             |
| Regularkanoniker vom Heiligen Kreuz | Ordo Canonicorum Regularium Sanctae Crucis             | ORC          |             |
| Resurrektionisten                   | Congregatio a Resurrectione Domini Nostri Jesu Christi | CR           |             |
| Rogationisten                       | Congregatio Rogationis a Corde Jesu                    | RCJ          |             |
| Rosminianer                         | Institutum Charitatis                                  | IC           |             |

## S
| weltlicher Name                                     | lateinischer Name                                                 | Ordenskürzel | Bemerkungen                                                           |
| --------------------------------------------------- | ----------------------------------------------------------------- | ------------ | --------------------------------------------------------------------- |
| Sakramentspriester                                  | Congregationis Ss. Sacramentis                                    |              |                                                                       |
| Salesianer Don Boscos                               | Salesiani di Don Bosco                                            | SDB          |                                                                       |
| Salettiner                                          | Missionare Unserer Lieben Frau von La Salette                     | MS           |                                                                       |
| Salvatorianer                                       | Societas Divini Salvatoris / Sorores Divini Salvatoris            | SDS          |                                                                       |
| St. Joseph’s Society of the Sacred Heart            | Societas Sodalium Sancti Joseph a Sacra Corde                     | SSJ          |                                                                       |
| St. Patrick’s Gesellschaft für auswärtige Missionen | Societas Sancti Patritii pro Missionibus ad Exteros               | SPS          | auch: Kiltegan-Fathers                                                |
| Scalabrini-Patres                                   | Congregatio Scalabriniana                                         | CS           |                                                                       |
| Scarboro Foreign Mission Society                    | Societas Scarborensis pro Missionibus ad Exteras Gentes           | SFM          |                                                                       |
| Scheutvelder Missionare                             | Congregatio Immaculati Cordis Mariae                              | CICM         |                                                                       |
| Schulbrüder von Ploërmel                            | Institutum Fratrum instructionis christianae de Ploëmel           | FICP         |                                                                       |
| Servants of the Paraclete                           |                                                                   |              |                                                                       |
| Serviten                                            | Ordo Servorum (-arum) Mariae                                      | OSM          |                                                                       |
| Silvestriner                                        | Congregatio Silvestrina Ordinis Sancti Benedicti                  | CSilvOSB     | auch: Sylvestriner, „Blaue Benediktiner“                              |
| Société des Missions-Étrangères                     | Societas pro missionibus exteris Provinciae Quebecensis           | PME          |                                                                       |
| Society of Christ                                   |                                                                   |              |                                                                       |
| Society of Our Lady of the Most Holy Trinity        |                                                                   |              |                                                                       |
| Society of Saint Edmund                             |                                                                   |              |                                                                       |
| Sodalicio de Vida Cristiana                         | Sodalitium Christianae Vitae                                      | SCV          |                                                                       |
| Söhne Mariens                                       |                                                                   | OFFM         |                                                                       |
| Somasker                                            | Ordo Clericorum Regularium a Somascha                             | CRS          |                                                                       |
| Söhne der christlichen Liebe                        | Filii Caritatis                                                   | FC           |                                                                       |
| Söhne der göttlichen Vorsehung                      | Filii Divinae Providentiae                                        | FDP          |                                                                       |
| Söhne der Unbefleckten Empfängnis                   | Congregatio Filiorum Immaculatae Conceptionis                     | CFIC         |                                                                       |
| Söhne der Unbefleckten Jungfrau Maria               | Congregatio Filiorum Beatae Mariae Virginis Immaculate            | FMI          |                                                                       |
| Söhne von der Heiligen Familie                      | Filii Sacrae Familiae Iesu, Mariae et Josephi                     | SF           |                                                                       |
| Spiritaner                                          | Congregatio Sancti Spiritus                                       | CSSp         |                                                                       |
| Steyler Missionare                                  | Societas Verbi Divini                                             | SVD          | auch: Gesellschaft des Göttlichen Wortes                              |
| Stigmatiner                                         | Congregatio a Sanctissimis Stigmatibus Domini Nostri Iesu Christi | CSS          | auch: Kongregation der heiligen Wundmale unseres Herrn Jesus Christus |
| St.-Joseph-Gesellschaft vom heiligsten Herzen       | Societas Sodalium Sancti Joseph a Sacro Corde                     | SSJ          | auch: Josophite Fathers                                               |
| Studitenorden                                       | Monaci Studiti Ucraini                                            | MSU          |                                                                       |
| Sulpizianer                                         | Societas Presbyterorum a S. Sulpitio                              | PSS          |                                                                       |

## T
| weltlicher Name        | lateinischer Name                                | Ordenskürzel | Bemerkungen                                              |
| ---------------------- | ------------------------------------------------ | ------------ | -------------------------------------------------------- |
| Tertiaren              | Tertius Ordo Regularis S. Francisci              | TOR          | auch: Orden der regulierten Tertiaren des hl. Franziskus |
| Theatiner              | Ordo Clericorum Regularium vulgo Theatinorum     | CR           |                                                          |
| Trappisten             | Ordo Cisterciensis strictioris observantiae      | OCSO         | auch: Orden der Zisterzienser der strengeren Observanz   |
| Trinitarier            | Ordo Sanctissimae Trinitatis                     | OSsT         |                                                          |
| Tröster von Gethsemani | Congretationem fratum consolatorum de Gethsemani | CCG          |                                                          |

## V
| Vallombrosaner                       | Congregatio Vallis Umbrosae Ordinis Sancti Benedicti                                             | OSBVall/CVUOSB |                  |  |  |  |
| Viatoristen                          | Congregatio Clericorum Parochialium seu Catechistarum S. Viatoris, auch: Clerici Sancti Viatoris | CSV            |                  |  |  |  |
| Vinzentiner                          | congregatio missionis                                                                            | CM             | auch: Lazaristen |  |  |  |
| Vinzentiner Kongregation von Malabar | Congregatio Vincentiana                                                                          | CV             |                  |  |  |  |
| Vocationist Fathers                  |                                                                                                  |                |                  |  |  |  |

## W
| weltlicher Name | lateinischer Name               | Ordenskürzel | Bemerkungen |
| --------------- | ------------------------------- | ------------ | ----------- |
| Weiße Väter     | Societas Missionariorum Africae | MAfr         |             |
| Wilhelmiten     |                                 |              |             |

## X
| weltlicher Name       | lateinischer Name                                         | Ordenskürzel | Bemerkungen                 |
| --------------------- | --------------------------------------------------------- | ------------ | --------------------------- |
| Xaverian Brothers     | Congregatio Fratrum a S. Francisco Xaverio                | CFX          |                             |
| Xaverianer-Missionare | Pia Societas S. Francisci Xaverii pro exteris missionibus | SX           | Xaverian Missionary Fathers |

## Z
| weltlicher Name | lateinischer Name  | Ordenskürzel | Bemerkungen                                                         |
| --------------- | ------------------ | ------------ | ------------------------------------------------------------------- |
| Zisterzienser   | Ordo Cisterciensis | OCist        | nach dem Gründer Bernhard von Clairvaux veraltend auch Bernhardiner |